# Клемменсен, Себастиан
Себастиан Сенна Хуну Клемменсен (дат. Sebastian Senna Hounou Clemmensen; род. 1 сентября 2003, Копенгаген) — датский и тоголезский футболист, нападающий шведского «Хаммарбю».

## Клубная карьера
Футболом начал заниматься в клубе «Каструп», после чего перешёл в молодёжную команду «Копенгагена». Летом 2020 года покинул столичный клуб и перешёл в «Б-93», где присоединился к юношеской команде. С лета 2023 года выступает за основную команду клуба. В её составе дебютировал в первом датском дивизионе 30 июля в гостевой встрече с «Хельсингёром». В общей сложности провёл за клуб 38 матчей во всех турнирах, в которых забил 16 мячей и сделал три результативные передачи.
В августе 2024 года перешёл в шведский «Хаммарбю», с которым подписал контракт, рассчитанный на четыре с половиной года. 22 сентября в матче с «Эльфсборгом» дебютировал в чемпионате Швеции, появившись на поле на 84-й минуте вместо Базуманы Туре.

## Карьера в сборной
В январе 2024 года впервые был вызван в молодёжную сборную Того для участия в товарищеском турнире в ОАЭ.

## Личная жизнь
Родился в Копенгагене в семье датчанина и тоголезки. Младший брат Беньямин Клемменсен также профессиональный футболист.

## Клубная статистика
| Выступление      | Выступление      | Выступление      | Лига | Лига | Кубки | Кубки | Конт. кубки | Конт. кубки | Итого | Итого |
| Клуб             | Лига             | Сезон            | Игры | Голы | Игры  | Голы  | Игры        | Голы        | Игры  | Голы  |
| ---------------- | ---------------- | ---------------- | ---- | ---- | ----- | ----- | ----------- | ----------- | ----- | ----- |
| Б-93             | 1-й дивизион     | 2023/24          | 27   | 10   | 3     | 4     | 0           | 0           | 30    | 14    |
| Б-93             | 1-й дивизион     | 2024/25          | 7    | 2    | 0     | 0     | 0           | 0           | 7     | 2     |
| Б-93             | Итого            | Итого            | 34   | 12   | 3     | 4     | 0           | 0           | 37    | 16    |
| Хаммарбю         | Алльсвенскан     | 2024             | 2    | 0    | 1     | 0     | 0           | 0           | 3     | 0     |
| Хаммарбю         | Итого            | Итого            | 2    | 0    | 1     | 0     | 0           | 0           | 3     | 0     |
| Всего за карьеру | Всего за карьеру | Всего за карьеру | 36   | 12   | 4     | 4     | 0           | 0           | 40    | 16    |